# MiG-9
MiG-9 (ros. МиГ-9, oznaczenie NATO: Fargo) – radziecki samolot myśliwski o napędzie odrzutowym, zbudowany w biurze konstrukcyjnym MiG w połowie lat czterdziestych. Pierwszy produkowany seryjnie w ZSRR samolot odrzutowy.
Prace nad samolotem, oznaczonym roboczo symbolem F, rozpoczęto w lutym 1945 roku. Dla zapewnienia jak najlepszych osiągów konstruktorzy zastosowali nowatorską koncepcję samolotu: umieścili dwa silniki odrzutowe w kadłubie. Zgodnie z dotychczasową praktyką, samoloty odrzutowe miały zamontowany albo jeden silnik w kadłubie (He 178), lub nad nim (He 162), albo też dwa silniki w skrzydłach (Gloster Meteor), lub pod skrzydłami (Ar 234, Messerschmitt Me 262 itp.). Dzięki takiemu umiejscowieniu silników zbudowany prototyp, oznaczony symbolem I-300 miał dobre własności aerodynamiczne, nie wykazując przy tym wad dotychczasowych konstrukcji dwusilnikowych.
W samolocie wykorzystano silniki odrzutowe RD-20 (RD – skrót od реактивный двигатель ‘silnik odrzutowy’), będące zmodyfikowaną kopią niemieckich silników BMW 003A. Skrzydło przejęte zostało natomiast z I-250.
Pierwszy prototyp, oznaczony I-300, oblatany został 24 kwietnia 1946 r. przez pilota Aleksieja Grinczika, jako pierwszy samolot odrzutowy zaprojektowany w ZSRR (Godzinę później, do pierwszego lotu wystartował Jak-15). Dwa miesiące później, 24 czerwca 1946 r. na samolocie I-300 pobity został w ZSRR rekord prędkości, na wysokości 4500 m osiągnięta została prędkość 911 km/h. Prowadzone badania wykazały pewne wady samolotu, polegające m.in. na dużych drganiach kadłuba i skrzydeł, przy tak dużej prędkości. 11 lipca 1946 r. podczas pokazu lotniczego doszło do katastrofy: samolot, pilotowany przez Grinczika rozbił się na oczach przedstawicieli wojska. Nie przeszkodziło to jednak w prowadzeniu dalszych prac. Zbudowano następne dwa prototypy, oznaczone symbolami F-2 i F-3. Na F-3 pilot doświadczalny Mark Gałłaj pobił wkrótce rekord prędkości, osiągając 923 km/h.
Badania wykazały zalety samolotu: dużą prędkość, sterowność, łatwość pilotażu, jakkolwiek liczne wady (m.in. problemy ze stabilnością lotu) wymagały poprawek. Samolot został skierowany do produkcji seryjnej, którą podjął od grudnia 1946 r. zakład nr 1 w Kujbyszewie.
Wiosną 1947 r. zamontowano w samolocie nowsze, ulepszone silniki RD-21 o większym ciągu. Zmieniono przy tym przód samolotu oraz kształt osłony kabiny. Tak zmodyfikowany płatowiec nosił oznaczenie FR (spotyka się także oznaczenie MiG-9M oraz I-308). 27 czerwca 1947 r. Jurij Antipow pobił na nim rekord prędkości, osiągając 965 km/h. Samolot jednak nie wszedł do produkcji seryjnej, ponieważ w tym samym czasie trwały prace nad znacznie bardziej obiecującą konstrukcją, jaką był MiG-15.
Wśród wersji eksperymentalnych samolotu MiG-9, był także projekt oznaczony symbolem FP. Zastosowano w nim wielkokalibrowe działko N-57, jednak ze względu na problemy (działko miało zbyt duży odrzut), z prac nad tym projektem zrezygnowano.
Samolot MiG-9, produkowany do 1948 r., użytkowano następnie w różnych jednostkach lotnictwa myśliwskiego ZSRR. Wycofywane z eksploatacji samoloty przekazane zostały w latach 1950–1951 Chinom, gdzie były użytkowane jeszcze przez kilka lat. Na wyposażeniu chińskich sił zbrojnych pozostawało 372 egzemplarzy samolotu MiG-9.
Powstały dwie zmodyfikowane wersje MiGa-9, przeznaczone do lotów szkolno-treningowych: I-301T (znane także pod oznaczeniem FT-1 i FT-2). Na samolocie I-301T po raz pierwszy w ZSRR zastosowano fotel wyrzucany.
Ogółem zbudowano ponad 1000 egzemplarzy samolotu, z czego 604 w zakładzie nr 1 w Kujbyszewie.

## Sprawa nazwy
Po skierowaniu do produkcji seryjnej samolot otrzymał oficjalne oznaczenie MiG-9, jakkolwiek oznaczenie to nosił wcześniej także małoseryjny samolot o silniku tłokowym I-211, nazywany także MiG-9 M-82.

## Wersje

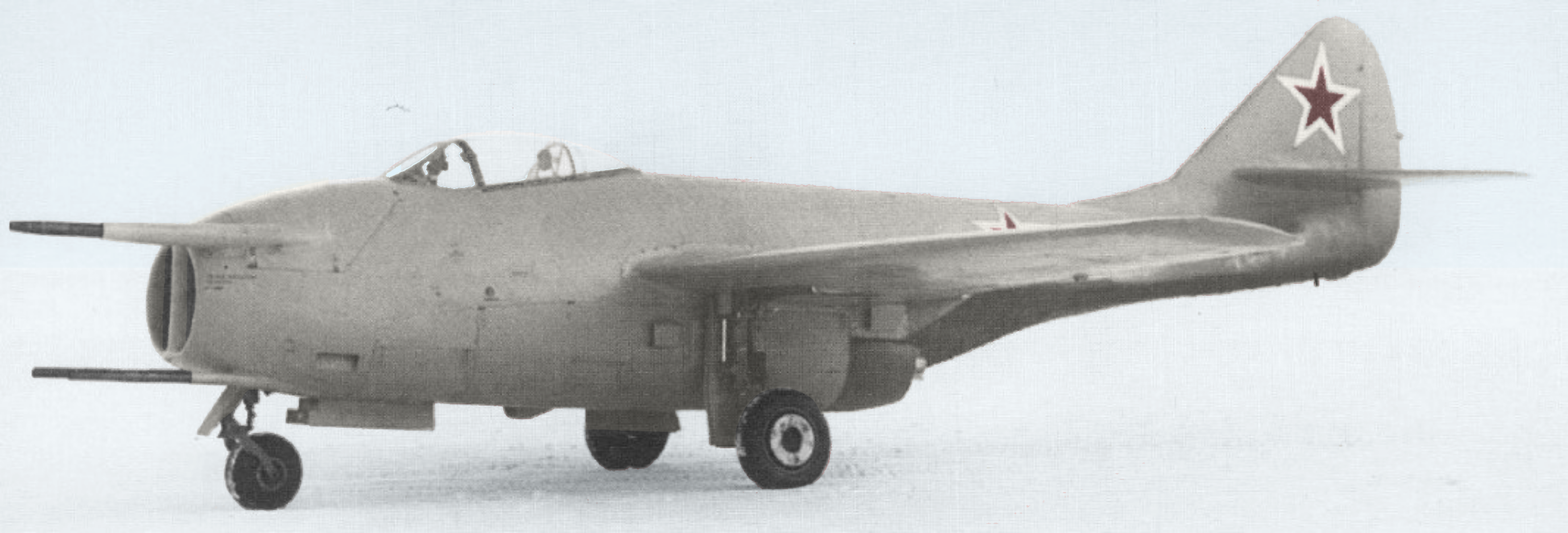
Prototyp FP

- F-1 – pierwszy prototyp, oznaczony także symbolem I-300
- F-2, F-3 – dwa następne prototypy, wyposażone w silnik RD-20 i ze zmienionym statecznikiem pionowym
- FT-1, FT-2 – prototypy wersji dwumiejscowej, szkolno-treningowej
- MiG-9UTI / UTIMiG-9 – oznaczenie seryjnej wersji szkolno-treningowej, oznaczanej także I-301T
- MiG-9FN – wersja z silnikiem RD-21, wyrzucanym fotelem oraz hermetyzowaną kabiną
- MiG-9FR – wersja seryjna z silnikiem RD-21 – wersja ulepszona, w której wyeliminowano większość wad dotychczasowych wersji
- FF – projekt samolotu z unowocześnionym silnikiem RD-21F
- I-305 / FL / TR-1 – wersja testowa z silnikiem TR-1
- FP – wersja uzbrojona w wielkokalibrowe działko N-57
- MiG-9F – wersja seryjna z silnikiem RD-20

## Opis konstrukcji
Jednomiejscowy, całkowicie metalowy średniopłat, wyposażony w dwa silniki odrzutowe RD-20 o ciągu 7,8 kN każdy. Skrzydła o obrysie trapezowym, zapożyczone z samolotu I-250. Podwozie trójkołowe z kołem przednim, wciąganym w locie.
Uzbrojenie (MiG-9F) – jedno działko N-37, umieszczone w przegrodzie we wlocie powietrza i dwa NS-23 pod spodem przedniej części samolotu. Wersji FR uzbrojenie było wmontowane w boki kadłuba.